# Desa Mekarmanik
Desa Mekarmanik är en administrativ by i Indonesien.   Den ligger i provinsen Banten, i den västra delen av landet, 90 km sydväst om huvudstaden Jakarta.